# Pryca
Pryca (acrónimo de «Precio y Calidad») fue una cadena española de hipermercados, gestionada por el Grupo Carrefour. La marca se fundó en 1976 y existió hasta 2000, cuando todos sus locales adoptaron la marca Carrefour.

## Historia

Primer logotipo de los supermercados Pryca, usado de 1964 a 1968.

La marca Pryca fue utilizada por primera vez entre 1964 y 1968 por la sociedad Supermercados Pryca, S. A., que contó con cuatro centros localizados en apartamentos de lujo de nueva construcción en Madrid y Barcelona. Esta primera empresa fue liquidada poco después tras declararse en suspensión de pagos en agosto de 1969.
El impulso generalizado de la marca tuvo lugar a partir de 1976 por parte de Promotora de Hipermercados, un grupo formado por la cadena francesa Carrefour y la sociedad de almacenes Simago, perteneciente al Grupo March. La empresa contaba desde el 5 de diciembre de 1973 con un centro comercial en El Prat de Llobregat (Barcelona), bajo la marca Carrefour. Durante los siguientes años se produjo una expansión por toda España, en la que se empleó Pryca como marca principal.
El grupo fue uno de los primeros en España que construía sus centros comerciales a las afueras de grandes concentraciones urbanas, con una estructura en explanada y aparcamiento gratuito en superficie. Más tarde, Pryca explotó galerías comerciales en paralelo e incluso albergó salas de cine. En 1985, Pryca introdujo su marca propia para alimentos y productos textiles (conocida como Tex).
En 1989, Hipermercados Pryca absorbió varias filiales, dando lugar a Centros Comerciales Pryca S. A., controlada por Carrefour en un 86 % y por Corporación Financiera Alba, también del Grupo March, el 14 % restante. Esta sociedad comenzará a diversificar sus operaciones a través de subsidiarias para la explotación de gasolineras, financiación, y reparación de automóviles entre otros negocios. Un año después, se convirtió en la primera sociedad del sector que salió a Bolsa.
A finales de los años 1990, Pryca había superado el centenar de locales en toda España. En 1999 el Grupo Carrefour anunció su fusión con Promodès, propietaria de los hipermercados Continente, por lo que ambas marcas desaparecieron para convertirse en Carrefour. La unión le convirtió en el grupo de venta minorista más importante del país, superado solo por El Corte Inglés. Algunos centros Pryca se adaptaron a la nueva marca, mientras que otros tuvieron que ser vendidos para evitar una alta concentración. El cambio de nombre se oficializó en septiembre de 2000.